# Банифатов, Евгений Александрович
Евге́ний Алекса́ндрович Банифа́тов (имя при рождении — Кулик Евгений Александрович; род. 10 ноября 1989, Жлобин, Гомельская область) — российский актёр театра и кино. Известен по роли капитана хоккейной команды «Титан» Игоря Дрозда в сериале «Молодёжка» и капитана Литвинова в сериале «Ландыши. Такая нежная любовь»

## Ранние годы
Евгений Банифатов родился 10 ноября 1989 года в городе Жлобин, Беларусь. В возрасте шести лет Евгений вместе с матерью и братом переехал в Волгоград. Актёр с детства не мечтал о сцене, он хотел быть врачом и приносить практическую пользу людям.
В 2009 году он окончил Саратовскую государственную консерваторию имени Л. В. Собинова (курс Григория Аредакова). В 2013 году окончил Московский Театральный институт им. Б. Щукина (курс Натальи Павленковой).

## Карьера
Во время учёбы в консерватории Евгений служил в Саратовском государственном академическом театре драмы имени И. А. Слонова, а по окончании ТИ им. Б. Щукина продолжил карьеру актёра в Московском драматическом театре имени Рубена Симонова, где сыграл такие роли, как: Валентин («Валентин и Валентина»), Генрих («Голый король»), Алладин («Волшебная лампа Аладдина») и многие другие.
Так же Евгений принимает участие в таких постановках, как: «Билокси Блюз» (реж. — О. Табаков); «Маленькие трагедии 2к30» (реж. — О. Анищенко); «Игроки» (реж. — О. Анищенко).
С 2023 года актёр сотрудничает с Московским театром комедии и участвует в спектакле «Мастер и Маргарита» в роли Мастера, где его коллегами стали Мирослава Карпович и Вячеслав Разбегаев.
В кино Евгений Банифатов дебютировал в проекте «Верное средство» в роли доктора Самойленко. Также в фильмографии актёра такие проекты, как комедийный сериал «Зайцев +1», «Команда Че», третий сезон популярного телесериала «Склифосовский».
Наибольшую популярность актёру принес проект канала СТС «Молодежка», в котором он сыграл роль Игоря Дрозда, капитана хоккейной команды «Титан». Параллельно с этим актёр снимался в сериале «Солнечный круг» режиссёра Сергея Комарова.

## Личная жизнь
До 2019 года носил фамилию отца Кулик, но в итоге сменил фамилию и стал Банифатовым по матери

## Театральные работы
- Московский драматический театр им. Рубена Симонова:

1. «Валентин и Валентина» (режиссёр — Э. Ливнев) — Валентин
2. «Голый король» (режиссёр — А. Горбань) — Генрих
3. «Волшебная лампа Аладдина» (режиссёр — Б. Поволоцкий) — Аладдин

- Московский театр на Юго-Западе:

1. «Игроки» (режиссёр — О. Анищенко) — Ихарев[2]
2. «Маленькие трагедии 2к30» (режиссёр — О. Анищенко) — Амадей

- Московский театр комедии:

1. «Мастер и Маргарита» (режиссёр — А. Корнилов) — Мастер[3]

- Антеприза:

1. «Билокси Блюз» (режиссёр — О. Табаков) — Джеймс Хеннесси

## Фильмография
| Год         | Название                     | Роль             |
| ----------- | ---------------------------- | ---------------- |
| 2013        | Склифософский                | Иван             |
| 2015 — 2017 | Молодежка                    | Игорь Дрозд      |
| 2017        | Солнечный круг               | Андрей Свиридов  |
| 2020        | Смотри как я                 | Валера           |
| 2021        | Талисман                     | Денис            |
| 2022        | Спецбат                      | Виталик          |
| 2024        | Пассажиры                    | Денис            |
| 2025        | Ландыши. Такая нежная любовь | Дмитрий Литвинов |